# Ponci Telesí Major
Ponci Telesí Major (Pontius Telesinus) fou un general samnita durant la guerra social, nomenat comandant dels samnites en el lloc de Quint Pompedi Siló quan aquest va morir.
El 82 aC estava al front de les forces samnites partidàries de Gai Mari el Jove i de Gneu Papiri Carbó. Gai Mari i el germà de Telesí (també anomenat Ponci Telesí) foren assetjats a Praeneste i Ponci va marxar cap a la ciutat amb 40.000 homes per, segons deia, fer aixecar el setge, però a la nit, sobtadament es va dirigir a la desguarnida Roma, per prendre la ciutat en nom dels samnites, projecte que tenia ja al cap.
Sul·la va arribar just a temps de salvar la ciutat. La batalla de Porta Collina, la més desesperada i sagnant de tota la guerra, va posar fi a l'intent i Ponci va morir. Li van tallar el cap que va ser llençat sota les muralles de Praeneste per advertir a Gai Mari el Jove que ja no podia esperar ajut.